# Sacrificio (film)
Sacrificio (Offret) è un film del 1986 diretto da Andrej Tarkovskij, qui al suo ultimo lavoro da regista.
La pellicola vinse il Grand Prix Speciale della Giuria al 39º Festival di Cannes.

## Trama
Nella sua casa su un'isola svedese, il vecchio intellettuale Alexander festeggia il suo compleanno insieme ai familiari, mentre la televisione parla di una prossima e misteriosa catastrofe. Alexander ripete le parole del Pater Noster, invocandolo e offrendogli tutto quel che ha purché il mondo ritorni come prima: darà allora fuoco alla sua casa, rinuncerà al figlioletto, si voterà al silenzio accettando di essere considerato come un folle.

## Riconoscimenti
- 1986 - Festival di Cannes
  - Grand Prix Speciale della Giuria
  - Premio per il contributo artistico (Sven Nykvist)
  - Premio della giuria ecumenica
  - Premio FIPRESCI
- 1986 - Semana Internacional de Cine de Valladolid
  - Espiga de oro per il miglior film
- 1988 - British Academy of Film and Television Arts
  - Miglior film straniero
- 1987 - Guldbagge
  - Miglior film
  - Miglior attore a Erland Josephson